# Sauber Mercedes C9
Sauber Mercedes C9 — прототип Ле-Мана группы С, выступавший в гонке 24 часа Ле-Мана в 1987—1989 годах.
В 1990 году был заменен на Mercedes-Benz C11.

## Результаты Ле-Мана
- 24 часа Ле-Мана 1987
  - #61 - Kouros Racing - Майкл Такуэлл, Анри Пескароло, Хидеки Окада - не финишировал
  - #62 - Kouros Racing - Чип Гэнэсси, Джонни Дамфриз, Майкл Такуэлл - не финишировал
- 24 часа Ле-Мана 1988
  - #61 - Team Sauber Mercedes - Мауро Бальди, Джеймс Вивер, Йохен Масс - сошел
  - #62 - Team Sauber Mercedes - Клаус Недцвайц, Кенни Эйксон - сошел
- 24 часа Ле-Мана 1989
  - #61 - Team Sauber Mercedes - Мауро Бальди, Кенни Эйксон, Джанфранко Бранкателли - 2-е место
  - #62 - Team Sauber Mercedes - Жан-Луи Шлессер, Жан-Пьер Жабуй, Алан Кудини - 5-е место
  - #63 - Team Sauber Mercedes - Йохен Масс, Мануэль Рейтер, Стенли Дикенс - 1-е место

## Достижения
В течение квалификационных заездов перед гонкой 24 часа Ле-Мана 1989 года, прототип сумел разогнаться до скорости в 248 миль/ч (400 км/ч). Этот результат стал рекордом скорости на прямой для трассы La Sarthe. Рекорд Sauber C9 был превзойден только прототипом WM Peugeot, показавшим 251,1 миль/ч (405 км/ч) в гонке 1988 года.
Рекорд WM Peugeot был установлен после закрытия охлаждающих каналов двигателя специальной лентой, для лучшей обтекаемости. С открытыми охлаждающими каналами WM Peugeot был не в состоянии повторить свой результат. Впоследствии руководство трассы приняло решение о введении на прямой Мюльзанн замедляющих шикан, для обеспечения безопасности. С учетом этих обстоятельств рекорд Sauber C9 остается не побитым по сей день.